# Хуанпу (река)
Хуанпу́ (Хуанпуцзя́н, Вампу; кит. упр. 黄浦江, пиньинь Huángpǔ Jiāng; дословно «Река с жёлтыми берегами») — река в Восточном Китае, протекает через Шанхай, её длина составляет 97 км. Река вытекает из пресноводного озера Дяньшань. Соединена с Великим каналом. Правобережный приток эстуария Янцзы.
Средняя ширина реки 400 м, глубина 9 м. Река играет важную роль для города, поскольку служит основным источником питьевой воды для Шанхая. Кроме того, река делит город на две части: Пудун (восточная) и Пуси (западная).
Вдоль Хуанпу расположена Набережная Вайтань.